# Batej Rand

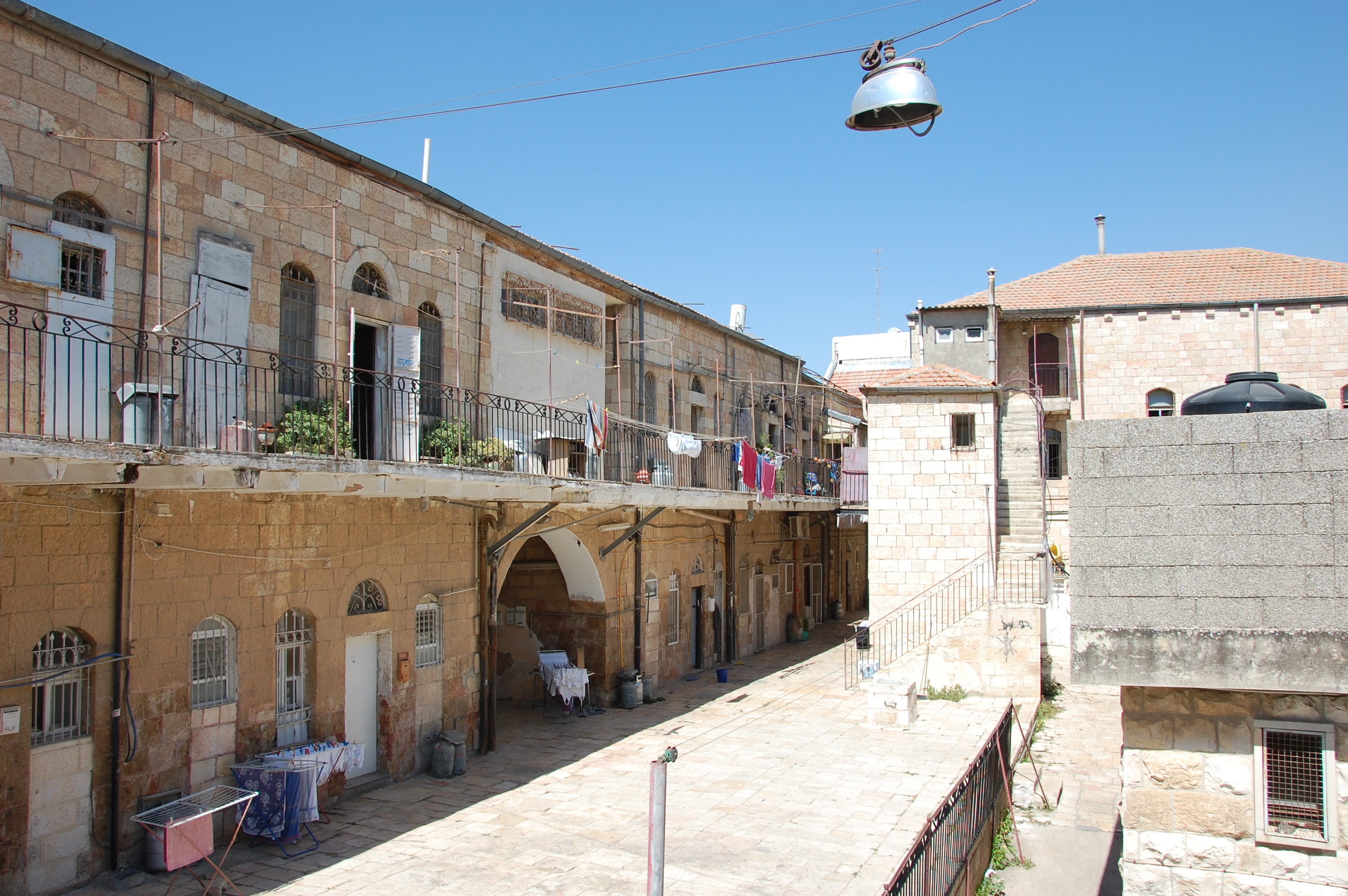
Zástavba v Batej Rand

Batej Rand (hebrejsky: בתי ראנד, doslova Randovy domy) je městská čtvrť v centrální části Jeruzaléma v Izraeli.

## Geografie
Je součástí širšího zastavěného distriktu zvaného Lev ha-ir (Střed města), který zaujímá centrální oblast Západního Jeruzaléma a v jeho rámci tvoří společně s dalšími ultraortodoxními bytovými komplexy v blízkém okolí soubor sedmi takových malých čtvrtí nazývaných v jidiš der Steterlach. Zároveň stojí nedaleko čtvrti Nachla'ot, která je sama složena s mnoha menších bytových souborů. Leží nedaleko od ulic Rechov ha-Naciv a Rechov Tavor v nadmořské výšce okolo 800 metrů, cca 1,5 kilometru západně od Starého Města. Populace čtvrti je židovská.

## Dějiny
Vznikla v roce 1910 pro ubytování 22 velmi chudých rodin ultraortodoxních Židů jako chasidská protiváha čtvrti Batej Brojde osídlené vyznavači směru mitnagdim. Každý byt sestával ze dvou pokojů. Kuchyně se nacházela vně domu, na dvoře. Součástí komplexu byla židovská škola a mikve. Objekty byly zbudovány s pomocí železných trámů, které sem byly dovezeny železnicí a na místo doneseny velbloudy. Jméno Batej Rand odkazuje na Mendela Randa, který v Haliči vlastnil rozsáhlé pozemky a když později přesídlil do Jeruzaléma, poskytl peníze na výstavbu této čtvrti.
Sedm ultraortodoxních bytových komplexů, jejichž součástí je i tento, vznikalo od konce 19. století (prvním byl Kneset Jisra'el Alef v roce 1893) z iniciativy rabína Šmu'ela Salanta a jeho tajemníka, rabína Naftali Cvi Poruše. Původně se uvažovalo o jejich zbudování poblíž hrobky Šim'on ha-Cadik, ale nakonec byly zakoupeny pozemky poblíž čtvrtí Mazkeret Moše a Ohel Moše. Šlo o součást širšího trendu Útěk z hradeb, kdy židovská populace opouštěla přelidněné Staré Město.